# Белые каски
«Бе́лые ка́ски» (англ. White Helmets), или «Сирийская гражданская оборона» (араб. الدفاع المدني السوري‎, англ. Syria Civil Defence) — неправительственная добровольческая организация, действующая в Сирии на территориях, контролируемых оппозиционными правительству Сирии группировками. Занимается медицинской помощью и спасением мирных жителей, пострадавших в ходе боевых действий.
По данным организации, добровольцы «Сирийской гражданской обороны» спасли более 100 тысяч жизней, при этом 252 добровольца погибли при исполнении своих обязанностей. По оценке британского издания The Telegraph (начало мая 2018 года), «Сирийская гражданская оборона» спасла не менее 60 тысяч жизней.
Помимо спасательной и медицинской работы, «Белые каски» занимаются документированием происходящего в Сирии с использованием видеокамер.
Подконтрольные Башару Асаду сирийские СМИ, а также СМИ России и Ирана выпустили множество публикаций, в которых организацию обвиняют в фальсификации свидетельств бомбёжек и химических атак мирного населения авиацией Асада и России. Кроме того, правительство Башара Асада и его союзники Россия и Иран обвиняют «Белые каски» в содействии террористическим организациям.

## История
Организация была основана в начале 2013 года Джеймсом Ле Мезюрье, бывшим офицером британской армии и частным советником по вопросам безопасности. При этом нынешний глава «Белых касок» Раид Салих в интервью «Анадолу» заявил, что «Белые каски» созданы группой сирийской молодёжи, и у организации «не было основателя вообще».
Команды добровольцев-спасателей появились в Сирии на территориях, подконтрольных сирийским повстанцам, в 2012 году. В 2012—2013 годах этим командам помогали — деньгами, снаряжением, техникой и медикаментами — европейские правительства, Турция, Япония, США и многие неправительственные организации, включая Mayday Rescue, также основанную Ле Мезюрье. В 2014 году команды спасателей объединились в общенациональную организацию «Сирийская гражданская оборона» (СГО); «Белые каски» — это их неофициальное название.
По данным организации, в 2016 году было задействовано около 2850 добровольцев, работающих в 114 пунктах в Дамаске, провинциях Алеппо, Идлиб, Латакия, Хама, Хомс, Дамаск и Даръа.
По сообщению армии Израиля, в ночь на 22 июля 2018 года израильские военные по просьбе США, Канады и ряда европейских стран эвакуировали из южных районов Сирии активистов СГО и членов их семей в связи с «угрозой их жизни» и перевезли их в Иорданию. Первоначально речь шла об эвакуации 827 человек, однако, как заявил МИД Иордании, в страну прибыли 422 активиста и члены их семей. Иордания предварительно потребовала гарантии того, что эвакуируемые не останутся на её территории. Лишь после того, как Великобритания, Германия и Канада взяли на себя юридические обязательства в течение трёх месяцев забрать к себе активистов «Белых касок» и их семьи, правительство Иордании согласилось на эту операцию. В достижении договорённостей активно участвовали США.

## Деятельность
По информации британской газеты The Guardian: 

Белые каски играют в Сирии две роли. Первая — это их спасательная работа: работа скорой помощи и пожарных, а также поиск пострадавших и оказание первой помощи в тех районах, где инфраструктура была уничтожена. Второе — документирование происходящего с помощью камер, установленных на касках.
Оригинальный текст (англ.)The White Helmets play two roles within Syria. The first is their rescue work: providing an ambulance service, fire service and search and rescue in conflict areas where infrastructure has been decimated.
The second role is the documentation of what is taking place within the country via handheld and helmet cameras.
Личный состав «Белых касок» — это в основном сирийцы с тех территорий и из тех групп населения, которые выступили против Асада в 2011 году. Основатель Белых касок Джеймс Ле Мезюрье пояснил:

Эти команды нейтральны, беспристрастны, они спасают любого, кто в этом нуждается, и примеров тому было множество […] Было много случаев, когда они спасали солдат режима из-под обломков обвалившихся зданий, рискуя при этом своими жизнями.

## Финансирование
Одним из крупных спонсоров является Великобритания: она с самого начала поддерживала деятельность организации, субсидировала обучение и снаряжение её активистов. В 2012—2015 годы на эти цели было выделено 15 млн фунтов, в 2016 году эта сумма выросла до 32 млн фунтов.
Организация также получает пожертвования через фонд «The Syria Campaign/The Voices Project», который возглавляет Сосан Асфари, она является женой британского миллиардера Аймана Асфари и руководит, в частности, Фондом Асфари. Она также является сопредседателем Исполнительного комитета «США—Проекты на Ближнем Востоке».
США финансово поддерживали организацию «Белые каски» с 2013 года. В 2013—2018 годах американские власти предоставили ей более 33 млн долларов. По сведениям телеканала Си-би-эс, поступления от правительства США составляли примерно треть общего финансирования организации.

## Критика
«Белые каски» подвергаются критике со стороны правительства Башара Асада и его союзников: России и Ирана.
В СМИ сообщалось о случаях, когда одних и тех же людей замечали в рядах как «Белых касок», так и вооружённой оппозиции.
Специализирующийся на разоблачении мифов и городских легенд сайт Snopes.com называет какую-либо связь «Белых касок» с террористами недоказанной. Руководство «Белых касок» отмечает, что «были отдельные случаи среди волонтёров — но среди руководства никогда такого не было».
В июне 2016 года Дамаск и Москва обвинили «Белые каски» в том, что они принимают сторону наиболее экстремистских элементов сирийского восстания, таких как «Фронт Ан-Нусра», активно помогая спасать их бойцов и оказывая им медпомощь. Представители «Белых касок» отвергли эти обвинения.

### Обвинения в фальсификаторстве
По утверждениям сирийских, российских и иранских СМИ, видеосвидетельства военных преступлений сирийской армии являлись постановочными.
По мнению западных журналистов и аналитиков, правительство Асада, Россия и Иран ведут против «Белых касок» информационную войну, обвиняя организацию в фальсификации свидетельств военных преступлений и поддержке террористических группировок.
Как отмечает аналитический сайт Bellingcat, критика «Белых касок» связана с желанием сирийских властей и их союзников скрыть следы военных преступлений.
По утверждению члена сената американского штата Виргиния (2012—2020) Ричарда Блэка, случаи химической атаки на мирное население, приписываемые режиму Башара Асада, были инсценировкой спланированной британской спецслужбой MI6 совместно с организацией «Белые каски».

## Награды
- 2016: Премия «За правильный образ жизни»[37][38].
- 2016: Немецко-французская премия за права человека и верховенство закона — специальная премия Министерств иностранных дел Франции и Германии.

## В культуре
- Netflix опубликовал 16 сентября 2016 года документальный фильм «Белые каски» британского режиссёра Орландо фон Айнсиделя[39][40]. На церемонии вручения наград Академии в 2017 году фильм получил «Оскар» за лучший документальный короткометражный фильм[41].

### Комментарии
1. ↑  11 ноября 2019 года погиб в Стамбуле при невыясненных обстоятельствах. Официальная причина смерти — самоубийство[9]